# Stazione di Hokkaidō-Iryōdaigaku
La stazione di Hokkaidō-Iryōdaigaku (北海道医療大学駅?, Hokkaidō-Iryōdaigaku-eki) è una stazione ferroviaria della cittadina di Tōbetsu, nella periferia di Sapporo situata sulla linea Sasshō. Dal 2012 la stazione fa parte della tratta elettrificata della linea, ed è il suo capolinea, essendo la stazione più a nord nell'area metropolitana di Sapporo. Oltre questa stazione la linea diventa a trazione termica.

## Linee
JR Hokkaido
■ Linea Sasshō

## Struttura
La stazione è dotata di due banchine laterali che servono 2 binari.
| 1 | ■ Linea Gakuentoshi (Sasshō)           |  | per Ainosato-Kyōikudai, Sōen e Sapporo          |
| 1 | ■ Linea Sasshō (fine elettrificazione) |  | per Ishikari-Tsukigata, Urausu e Shin-Totsukawa |
| 2 | ■ Linea Gakuentoshi (Sasshō)           |  | per Ainosato-Kyōikudai, Sōen e Sapporo          |

## Stazioni adiacenti
| «                          | Servizio                   | »                          |
| Linea Gakuentoshi (Sasshō) | Linea Gakuentoshi (Sasshō) | Linea Gakuentoshi (Sasshō) |
| -------------------------- | -------------------------- | -------------------------- |
| Ishikari-Tōbetsu           | Tutti i treni              | Ishikari-Kanazawa          |